# عنف المريض

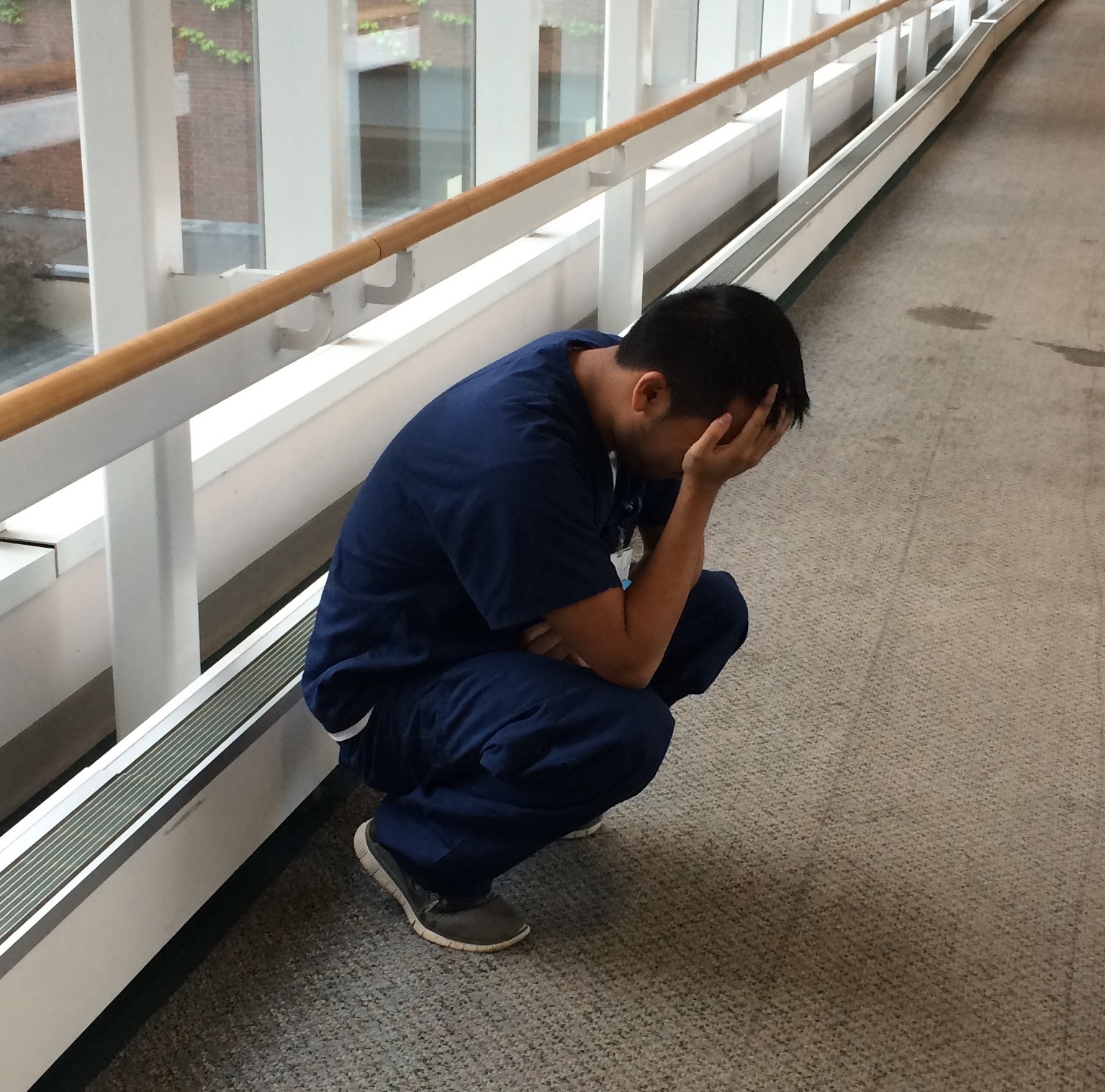
مريض في مستشفى

عنف المريض هو نوع محدد من أنواع العنف في مكان العمل الذي يؤثر في العاملين في مجال الرعاية الصحية، الذي ينتج من الإساءة اللفظية، أو الجسدية، أو العاطفية من المريض أو أفراد الأسرة الذين تلقوا الرعاية. الممرضات هن أعلى نسبة من العمال المتضررين؛ ومع ذلك، تشمل الأدوار الأخرى: الأطباء، والمعالجين، والفنيين، والعاملين في مجال الرعاية المنزلية، والاختصاصيين الاجتماعيين. ويُعتَدَى على العاملين غير الطبيين، مثلًا، حراس الأمن، وعمال النظافة، والكتبة، والفنيين. استخدمت إدارة السلامة والصحة المهنية 2013 مكتب إحصاءات العمل، وأفادت أن العنف في مكان العمل في الرعاية الصحية، الذي يتطلب أيامًا تغيب فيها المرضى عن العمل، يُشكِل 80 بالمئة من الحالات. في عام 2014، أفاد استطلاع أجرته جمعية الممرضات الأمريكية على 3765 أن 21 بالمئة من الممرضات وطلاب التمريض تعرضوا للإيذاء الجسدي، وأكثر من 50 بالمئة أبلغوا عن إساءة لفظية في فترة 12 شهرًا. تتنوع أسباب نوبات غضب المريض، متضمنةً التشخيص النفسي، تحت تأثير المخدرات أو الكحول، أو الانتظار لوقت طويل. هنالك مناطق معينة أكثر عرضة لخطر هذا النوع من العنف، متضمنةً العاملين في مجال الرعاية الصحية في أماكن الطب النفسي، أو الطوارئ، أو الرعاية الحرجة، أو وحدات الرعاية طويلة الأجل والخرف.

## مناطق انتشار عالية

### أقسام الطوارئ
وجدت الكلية الأمريكية لأطباء الطوارئ أن أكثر من 75٪ من أطباء الطوارئ كانوا ضحية واحد أو أكثر من حوادث العنف في مكان العمل، وأشارت إلى أن الغالبية كانوا من المرضى أو عائلاتهم. ترتبط أسباب انتشار العنف، لا سيما في المناطق الحضرية، بنشاط العصابات، وطول فترات الانتظار لرؤية الطبيب، وإخفاق الموارد الطبية المجتمعية، وعدم توفر العلاج النفسي الجاد. في عام 2011، درست جمعية ممرضات الطوارئ حدوث العنف الجسدي بنسبة 54.4 والعنف اللفظي بنسبة 42.5 بالمئة بين ممرضات غرفة الطوارئ. ضمن هذه الدراسة، كان 55.7 بالمئة من مرتكبي العنف الجسدي تحت تأثير الكحول. 46.8 بالمئة كانوا تحت تأثير الأدوية المحظورة أو الموصوفة، و45.2 بالمئة كانوا يتلقون العلاج لأسباب نفسية. غالبية السلوك العنيف حدث في أثناء عملية فرز المصابين في حالات الطوارئ بنسبة 40.2 بالمئة.

### وحدات الأمراض النفسية والخرف
يتعرض العاملون في الأقسام المتخصصة في الصحة العقلية خاصةً لخطر إساءة معاملة المرضى، بسبب حالات الأمراض النفسية، وارتفاع معدلات تعاطي المخدرات، وسلوك المريض العنيف السابق. أشارت دراسة للممرضات النفسيات الكنديات إلى أن وصمة العار الاجتماعية للاضطرابات النفسية تلعب دورًا مهمًا في كيفية إدراك الممرضات للعنف. كان مقدمو الرعاية غير مرتاحين لمفهوم أن عنف المريض هو جزء من الوظيفة، ولكن أيضًا من غير العدل الاعتقاد بأن أولئك الذين يعانون من مرض عقلي يجب أن ينظر إليهم بأنهم أكثر عنفًا بطبيعتهم. أفادت إدارة السلامة والصحة المهنية أن الإصابات العنيفة في المساعدات النفسية كانت أعلى 10 مرات من أي عامل رعاية صحية آخر، عند 590 إصابة لكل 10000 موظف بدوام كامل.

## عدم الإبلاغ
يعد الإبلاغ عن العنف الذي بدأه المريض أمرًا شائعًا مع المتخصصين الذين يدعون أن الاعتداء هو جزء من الوظيفة. يشير تقرير صادر عن المركز الوطني لتحليل الجرائم العنيفة إلى أن عدم الإبلاغ قد يكون بسبب الخوف من الانتقام، أو الاعتقاد بأنه لن يؤدي إلى أي تغيير، وهنالك أيضًا اعتقاد شائع بأن العنف جزء من الوظيفة. تابعت جمعية ممرضات ماساتشوستس هذا الاعتقاد الشائع بوساطة دراسة استقصائية لثلاثة مستشفيات في نيو إنجلاند، ووجدت أن 39 بالمئة فقط من المشاركين أبلغوا عن جميع حوادث العنف. وجد التقرير نفسه أن 70 بالمئة ممن أبلغوا عن وقوع حادث وجدوا أن الإدارة كانت داعمة، ولكن الغالبية أشارت إلى أنه لم يُفعَل أي شيء لحل المشكلة. أفادت دراسة للممرضات النفسيات الكنديات أن العنف لم يكن فقط جزءًا من الوظيفة، ولكن حدوثه لم يعد يستدعي الإبلاغ. وأشار التقرير نفسه إلى أن نقص الإبلاغ يؤثر بدرجة كبيرة في قدرة إدارة السلامة والصحة المهنية على تتبع هذه الأحداث. تشير العديد من الدراسات النوعية التي أجريت على الممرضات إلى أن هنالك إحباطًا متكررًا من مسؤولي المستشفى والمسؤولين القانونيين لعدم توجيه اتهامات ضد المرضى المسيئين أو عائلاتهم في ما يتعلق بفهم أن العنف جزء من الوظيفة.

## الآثار الدائمة للعنف
عُثِرَ على آثار عنف المريض مرتبطة بأعراض دائمة لاضطراب ما بعد الصدمة واضطراب الإجهاد الحاد ومعدلات عالية من الإرهاق. أبلغ الممرضون الذين عانوا من نقص الدعم من الموظفين العموميين بعد الحدث عن شعورهم بالقلق والإحباط. أخذت إدارة السلامة والصحة المهنية عينة من مستشفى واحد دفع تكاليف علاج 30 موظفًا يخضعون لعنف المريض على مدار عام واحد بتكلفة 94،146 دولارًا. وقُدِرَت تكاليف إنهاء الخدمة، والتوظيف، وتدريب الموظفين الجدد في أي مكان من 25000 إلى 103000.
اقترحت دراسة في مستشفى أوربرو الجامعي في السويد وجود صلة بين عنف المريض والإرهاق وانخفاض نتائج الرعاية. أُبلِغ أن أعلى مقياس لنتائج جودة الرعاية هو ارتباط إيجابي أو سلبي ببيئة عمل الأفراد.

## في وسائل الإعلام
في نوفمبر 2014، هاجم تشارلز لوجان -وهو مريض يبلغ من العمر 68 عامًا في مستشفى سانت جون في مابلوود مينيسوتا- الممرضات باستخدام شريط من نقالته.

## الوقاية
تعتمد حلول هذه المشكلات على المنشأة والموقع. من الاقتراحات الشائعة من طاقم التمريض إجراء تدريبات إضافية على وجه التحديد بشأن خفض تصعيد المواقف عالية الخطورة والحقوق القانونية المهنية الصحية 55٪ من المشاركين من العاملين في مستشفيات نيو إنجلاند أعلنوا أنهم كانوا على دراية بحقوقهم القانونية المتعلقة بالعنف في مكان العمل. أنشأ المعهد الوطني للسلامة والصحة المهنية وحدة تدريبية مجانية عبر الإنترنت، أُطلِقت في عام 2013. قللت الإدارة الصحية للمحاربين القدامى من وقوع الاعتداءات بوساطة الإبلاغ عن مخاطر عالية، بناءً على التوثيق السابق للهجمات على مقدمي الرعاية. صاغت جمعية الممرضات الأمريكية مشروع قانون لِمنع العنف في مرافق الرعاية الصحية الذي يدعو إلى إنشاء لجان لمنع العنف، والتدريب السنوي على الوقاية من العنف، والاحتفاظ بسجلات كافية لأعمال العنف.